# I-ťing

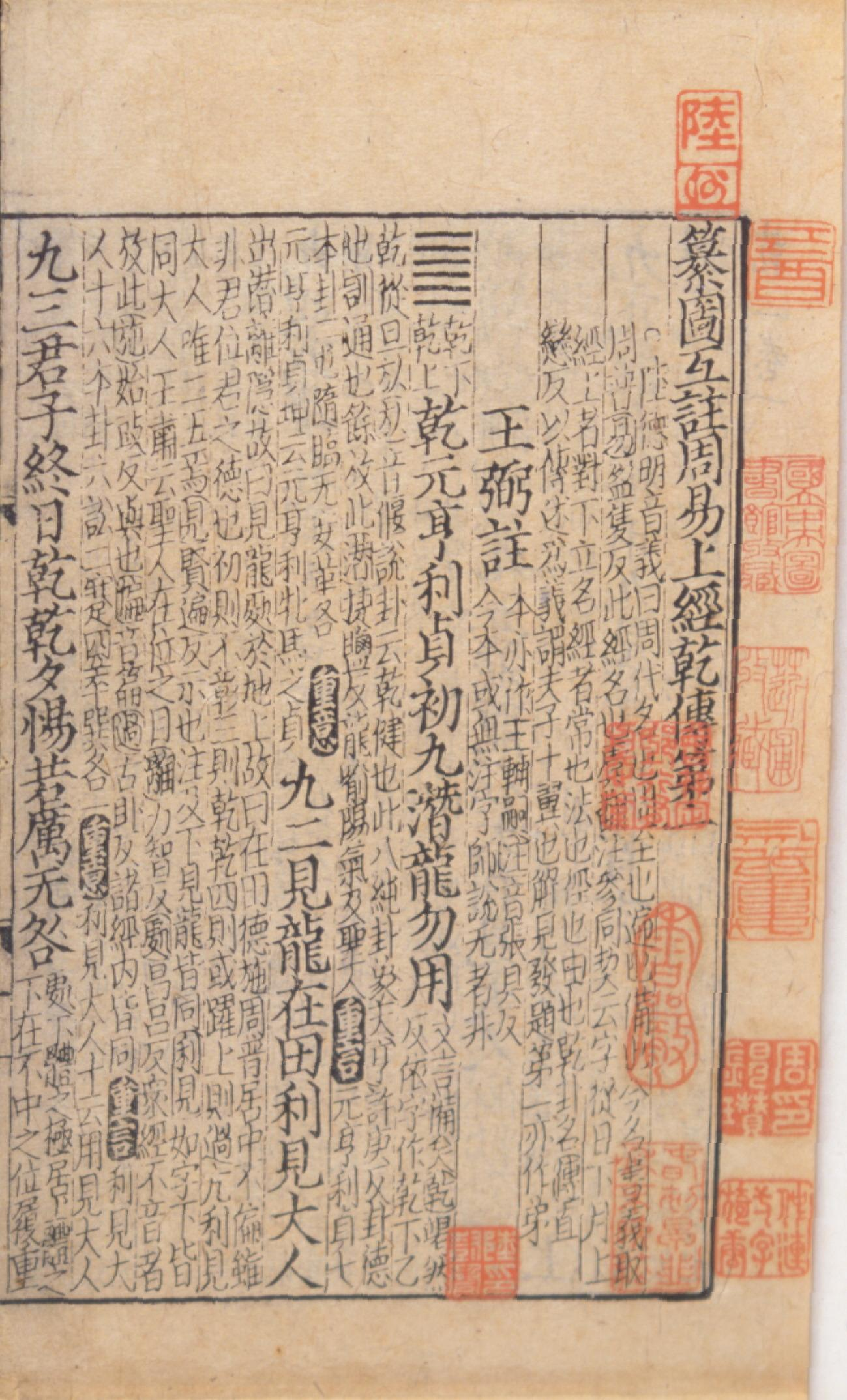
I-ťing, vydání z doby Sung

I-ťing nebo také Kniha proměn, případně Čínská kniha proměn (čínsky: český přepis I-ťing, pchin-jin Yì Jīng, znaky 易經) je soubor čínských textů, jejichž vznik se klade až do 2. tisíciletí př. n. l. V její hlavní části se jedná o řadu 64 hexagramů, obrazců složených ze šesti čar (které mohou nabývat jangové nebo jinové podoby), které představují 64 rozdílných archetypálních situací. Kniha proměn se používala (a dodnes používá) nejen jako orákulum, ale také jako filozofický a kosmologický systém, který hraje důležitou roli v taoismu, z kterého ve velké míře vycházela čínská kultura.
Kniha proměn patří mezi pět klasických děl konfuciánského kánonu.

## Historie
Vznik knihy je spojen s počátky čínské dynastie Sia v 18. století př. n. l. Svůj název I-ťing (I znamená změnu, ťing značí kanonickou nebo klasickou knihu) získala kniha až za dynastie Chan, kdy byla zařazena mezi konfuciánské kanonické knihy. K věštění se začala používat během 12. století př. n. l. za dynastie Čou. S knihou I-ťing se pojí jméno Fu-si. První z trojice mytických císařů, který na základě pozorování jevů na nebesích i zemi sestavil osm trigramů, jež se staly podkladem pro Knihu proměn.

### Překlad do češtiny
Čeština je jedním z mála jazyků, do kterých je Kniha proměn skutečně přeložena. Většina zemí zná toto dílo zprostředkovaně – jde o překlady překladu (především německého překladu z počátku 20. století) nebo dokonce o překlady překladů překladu. Ač se v Česku objevují takové překlady také, existuje tu od roku 1995 i původní moderní překlad z čínštiny, doplněný obsáhlým vysvětlujícím úvodem a vynikajícími komentáři sinologa a překladatele Oldřicha Krále.

## Součásti I-ťingu
Kniha proměn je složena z několika textů.
- Čouské proměny - základní část obsahující 64 hexagramů a jejich výklady.
- Deset křídel - deset komentářových textů připojených k Čouským proměnám a integrovaných do Knihy proměn, které podstatně posunují a rozšiřují samotný smysl knihy.
  - Křídlo první a druhé - Komentáře k rozhodnutím - autorství je připisováno Konfuciovi,
  - Křídlo třetí a čtvrté - Komentáře k symbolům - autorství je připisováno Čou-kungovi,
  - Křídlo páté a šesté - tvořené Velkým komentářem, aneb Dodatky,
  - Křídlo sedmé - důležitý soubor komentářů k prvním dvěma hexagramům,
  - Křídlo osmé - Výklady znamení,
  - Křídlo deváté - Uspořádání hexagramů,
  - Křídlo desáté - Jiné uspořádání hexagramů.

## Hexagramy
Hexagram, tedy sestava šesti plných nebo přerušených čar, se skládá ze dvou trigramů.
V překladu Knihy proměn Oldřicha Krále z roku 2000 se uvádí tyto názvy hexagramů:
- 1. hexagram: Čchien - Tvoření
- 2. hexagram: Kchun - Přijetí
- 3. hexagram: Čun - Rození
- 4. hexagram: Meng - Zrání
- 5. hexagram: Sü - Očekávání
- 6. hexagram: Sung - Svár
- 7. hexagram: Š' - Vojsko
- 8. hexagram: Pi - Spojení
- 9. hexagram: Siao-čchu - Podrobení malého
- 10. hexagram: Lü - Vykročení
- 11. hexagram: Tchaj - Prosperita
- 12. hexagram: Pchi - Úpadek
- 13. hexagram: Tchung-žen - Lidské společenství
- 14. hexagram: Ta-jou - Veliké držení
- 15. hexagram: Ťien - Skromnost
- 16. hexagram: Jü - Nadšení
- 17. hexagram: Suej - Následování
- 18. hexagram: Ku - Zkaženost
- 19. hexagram: Lin - Sblížení
- 20. hexagram: Kuan - Pozorování
- 21. hexagram: Š'-chuo - Skousnutí
- 22. hexagram: Pi - Půvab
- 23. hexagram: Po - Odpadání
- 24. hexagram: Fu - Návraty
- 25. hexagram: Wu-wang - Nevinnost
- 26. hexagram: Ta-čchu - Podrobení velkého
- 27. hexagram: I - Čelisti
- 28. hexagram: Ta-kuo - Převaha velkého
- 29. hexagram: Kchan - Propadání
- 30. hexagram: Li - Záření
- 31. hexagram: Sien - Přitažlivost
- 32. hexagram: Cheng - Trvání
- 33. hexagram: Tun - Ústup
- 34. hexagram: Ta-čuang - Síla velkého
- 35. hexagram: Ťin - Pokrok
- 36. hexagram: Ming-i - Soumrak
- 37. hexagram: Ťia-žen - Rodina
- 38. hexagram: Kchuej - Vzdálení
- 39. hexagram: Ťien - Překážka
- 40. hexagram: Ťie - Uvolnění
- 41. hexagram: Sun - Ubývání
- 42. hexagram: I - Přidání
- 43. hexagram: Kuej - Rozhodnost
- 44. hexagram: Kou - Spojení
- 45. hexagram: Cuej - Shromáždění
- 46. hexagram: Šeng - Stoupání
- 47. hexagram: Kchun - Tíseň
- 48. hexagram: Ťing - Studna
- 49. hexagram: Ke - Převrat
- 50. hexagram: Ting - Kotel
- 51. hexagram: Čen - Bouře
- 52. hexagram: Ken - Stání
- 53. hexagram: Ťien - Plynutí
- 54. hexagram: Kuej-mej - Provdání
- 55. hexagram: Feng - Hojnost
- 56. hexagram: Lü - Putování
- 57. hexagram: Sun - Pronikání
- 58. hexagram: Tuej - Radost
- 59. hexagram: Chuan - Odloučení
- 60. hexagram: Ťie - Omezení
- 61. hexagram: Čung-fou - Vnitřní opravdovost
- 62. hexagram: Siao-kuo - Převaha malého
- 63. hexagram: Čchi-ťi - Ukončení
- 64. hexagram: Wej-ťi - Nedokončení

## Věštění
V případě Knihy proměn nelze zcela mluvit o věštění. Díky tomu, že kniha nabízí 64 základních situací (doplněných o velkou řadu variací), je určená spíše k řešení otázek a situací na základě rozumné a etické rozvahy. Kniha totiž umožňuje promítnout situaci do budoucnosti, aby tak tazatel mohl měnit své činy odpovídajícím způsobem. Fakticky vzato jde hlavně o to, že konzultace s Knihou proměn umožňuje snazší rozklíčovaní mnohdy složitých situací, v kterých se jedinec nachází, do přehlednějšího vzorce, který pak usnadňuje rozhodování.

### Vlastní praxe orákula
Kniha proměn předpokládá rozhovor, který začíná otázkou, ale nekončí odpovědí, spíše podněcuje k otevřenému uvažování. Kniha nepředkládá budoucnost, pouze pomáhá rozklíčovat situace a usnadnit rozhodování.

#### Otázka
Jak uvádí Oldřich Král v předmluvě k vydání z roku 2000, první a nejdůležitější zásadou je věnovat vážnou pozornost formulaci otázky; otázka musí být jasná a jednoznačně formulovaná dříve než přikročíme k sestavování hexagramu.

#### Sestavení hexagramu
Klasický postup sestavování hexagramu, tedy šesti čar, které jsou buďto jinové nebo jangové, vyžaduje 50 suchých stébel lodyhy řebříčku obecného. Z 50 stébel se jedno odloží stranou, ostatních 49 se rozdělí do dvou hromádek. Z pravého se vezme jedno stéblo a vloží se mezi malíček a prsteník levé ruky. Z levého svazku se postupně berou stébla po čtyřech, a to tak dlouho, než zůstanou poslední čtyři či méně stébel. Tuto zbylou skupinku zasuneme mezi prsteník a prostředník levé ruky. Stejná operace se provádí se stébly z pravého svazku - zbylá stébla se zasouvají mezi prsty levé ruky, mezi prostředník a ukazováček. Výsledkem těchto tří úkonů je situace, kdy mezi prsty levé ruky zůstává trojdílná kombinace čísel představovaná stébly. (Buďto 1+4+4=9 nebo 1+3+1, 1+2+2 nebo 1+1+3.) Taková operace se nazývá změnou a pro získání jedné čáry hexagramu je třeba provést tři takové změny, které už se provádí pouze se stébly, která zůstala nepoužitá. Z toho vzejde buďto číslo 4 nebo 8. Konečný výsledek, který bude znamenat hodnotu čáry, se získá převodem součtů - pět stébel z první operace a čtyři z každé další mají hodnotu 3; devět stébel z první a osm z každé další hodnotu 2. Součtem konečných hodnot lze získat pouze čísla 6 a 8 (sudá čísla, jinová, tedy přerušená čára) nebo 7 a 9 (lichá čísla, jangová, tedy plná čára).
Čáry tvořící hexagram se získávají od spodní k horní, první číslo tedy představuje spodní čáru, poslední vrchní čáru.
Tazatel dostává svou odpověď ve dvou až třech krocích. Jednak ve výroku hexagramu, dále ve výpovědi všech šestek a devítek, které jeho hexagram obsahuj (extrémní hodnoty), a konečně ve výroku doplňujícího hexagramu, který tazatel získá převrácením čar o extrémních hodnotách.
V současnosti se hexagram sestavuje většinou pomocí tří mincí. Z čínské tradice (mince byly popsané pouze na jedné straně) vyplývá, že popsaná strana mince byla brána jako sudá, jinová, s hodnotou 2 a nepopsaná strana jako lichá, jangová, s hodnotou 3. Z jednoho hození mincemi se získává hodnota jedné čáry hexagramu, např. tedy 2+2+2=6. Západní překladatelé se neshodují v tom, která ze stran mincí používaných na západě je lichá a která sudá.

## Ukázka z Knihy proměn - 13. hexagram Tchung-žen - Lidské společenství
(Z překladu Oldřicha Krále)
|¦||||
Horní trigram: početí, nebe
Dolní trigram: ulpění, oheň
OBRAZ: Plameny stoupají k nebi. To je symbol Společenství lidí. Tak šlechetný člověk podle rodu rozlišuje věci.
VÝROK: Uprostřed volné krajiny se ustaví Společenství lidí. Je dobré překročit velkou řeku. Je dobré, když je šlechetný člověk vytrvalý.
VÝROKY ČAR:
- ZÁKLADNÍ DEVÍTKA: Společenství lidí stojí na prahu, bez úhony.
- DRUHÁ ŠESTKA: Společenství lidí v jediném klanu, úhona.
- TŘETÍ DEVÍTKA: Odlož zbraň do křoví a vystup na vysoký kopec. Tři roky se neprojevuj.
- ČTVRTÁ DEVÍTKA: Válečné vozy dorazí až k valům, ale nepůjdou do útoku. To přinese štěstí.
- PÁTÁ DEVÍTKA: Společenství lidí napřed naříká a pláče, potom se směje. Velká vojska se po boji zase setkají.
- VRCHNÍ DEVÍTKA: Společenství lidí zůstává za hradbami, ale nebude úhony.

## Zajímavosti
- O Knihu proměn se intenzivně zajímali Leibniz, C. G. Jung či Terence McKenna.
- Ve svém románu Muž z Vysokého zámku Knihu proměn jako důležitý motiv využívá spisovatel Philip K. Dick.
- I-ťing použil také František Novotný v románech "Další den Valhaly" a "Konečný den Valhaly".
- Knihu proměn použil Hermann Hesse v románu Das Glasperlenspiel.

- Píseň Chapter 24 z debutového alba skupiny Pink Floyd je inspirována Knihou proměn. Vznikla v období, kdy se tehdejší frontman Syd Barrett zajímal o východní mysticismus.